# جون وايت (سياسي كندي، مواليد 1838)
جون وايت هو سياسي كندي، ولد في 4 يناير 1838، وتوفي في 16 سبتمبر 1924. نشط حزبياً في حزب كيبيك الليبرالي. وقد انتخب عضو الجمعية الوطنية في كيبك ‏.